# Roberts (Illinois)
Roberts – wieś w Stanach Zjednoczonych, w stanie Illinois, w hrabstwie Ford.